# Olio di jatropha

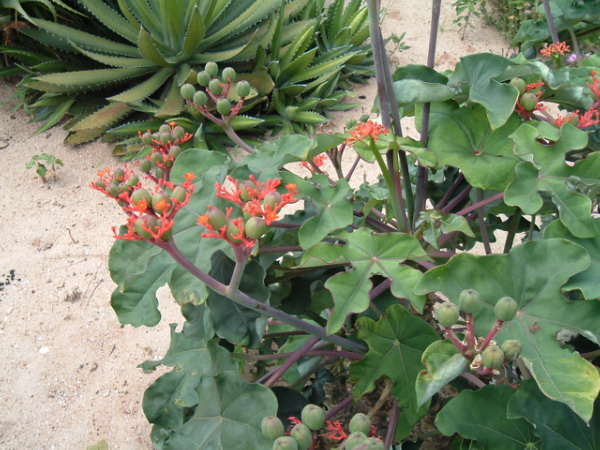
Jatropha

L'olio di jatropha è un olio vegetale prodotto dai semi di Jatropha curcas, una pianta della famiglia delle Euforbiaceae che cresce in siti desertici o comunque caldi ed aridi.
Jatropha curcas cresce dappertutto, anche in suoli compatti, sassosi o sabbiosi, sopporta suoli salini, suoli rocciosi e terreni sterili.
Tradizionalmente l'olio si usa a scopo combustibile, per cuocere o per illuminare; è anche utilizzato per produrre saponi, lubrificanti, cosmetici e come base per prodotti chimici. Si è affermata la sua capacità a produrre carburanti. I carburanti prodotti sono essenzialmente di due tipi: olio vegetale semplicemente  filtrato, oppure olio che trattato (transesterificato) costituisce  il carburante biodiesel.
Per la presenza di sostanze tossiche ed irritanti, l'olio di jatropha non è commestibile.

## I semi
I semi contengono dal 28 al 38% di olio che tende naturalmente ad irrancidire; quindi la conservazione dei semi deve avvenire in buone condizioni e la spremitura deve avvenire entro sei mesi dalla raccolta.

## Olio vegetale

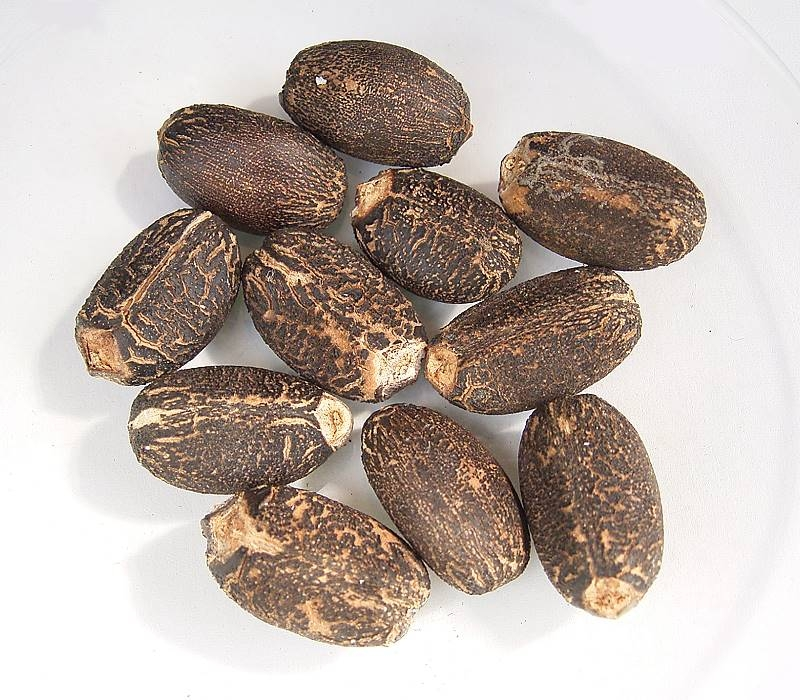
Semi di Jatropha curcas

L'olio è prodotto per frangitura e spremitura dei semi a bassa temperatura; la condizione è  importante dato che l'innalzamento di temperatura produce trasformazioni che peggiorano le condizioni di utilizzabilità dell'olio.
L'olio deve essere disidratato (per rimuovere l'umidità residua) e filtrato; in caso di eccessiva acidità può essere neutralizzato con una base come la soda.
L'olio vegetale tal quale è molto viscoso e non è adatto ai normali motori Diesel, necessita di particolari motori Diesel (con appositi dispositivi come quelli di iniezione), ovvero i motori Diesel devono essere sostanzialmente modificati. Se non neutralizzati, altri componenti dell'olio, (come i fosfati) possono produrre danni al funzionamento del motore.
Motori adatti sono il vecchio motore Lister, o il recente motore Elsbett, questo appositamente creato per funzionare con questo tipo di carburante.

## Olio biodiesel
Per la produzione di carburante biodiesel l'olio vegetale prodotto deve essere trasformato per transesterificazione che ne modifica la composizione e lo rende più fluido, in tal caso può essere usato in normali motori Diesel, ottenendo anche una combustione meno inquinante dato che l'olio biodiesel di jatropha non contiene composti solforati, inducenti acidità nei gas di scarico come invece avviene con il normale gasolio minerale.

## Scarti
I prodotti di scarto dalla produzione dell'olio, liquidi o solidi (panello residuo della spremitura), sono utilizzati come biomassa da fermentare per produrre biogas adatto a produrre ulteriore energia. Il residuo solido è un ottimo fertilizzante, contenendo azoto, fosforo potassio ed altri sali minerali.
La pianta produce oltre quattro volte il carburante per ettaro ottenibile dal seme di soia, e circa dieci volte rispetto al mais.
Un ettaro coltivato a jatropha può produrre oltre 1800 litri di olio.

## Combustibile per auto
Esiste una sperimentazione soprattutto in Europa ed in Asia per l'uso automobilistico di carburante da olio di jatropa, sia vegetale che biodiesel, con soddisfacenti risultati (Daimler-Chrysler, Mercedes, Volkswagen).

## Combustibili per aerei
Sono stati effettuati importanti esperimenti per la sostituzione del carburante per jet con olio di jatropha. Il 30 dicembre 2008 la Air New Zealand ha effettuato con successo il primo volo di prova con un Boeing 747 alimentando uno dei quattro motori turbofan Rolls-Royce con una miscela 50:50 di olio di jatropha e carburante A-1.

## Qualità dell'olio
Il problema principale dell'olio di jatropha (soprattutto dell'olio vegetale) è la definizione della sua qualità; l'olio è un prodotto vegetale non stabilizzato che, anche se non contiene sostanze residue della giacitura fossile, contiene invece residui del metabolismo della vegetazione, come acidi organici, composti fosfati, acqua.
La definizione di parametri certi di depurazione per tale prodotto permetterà tra l'altro la definizione certa del suo costo.

## Implicazioni socio-economiche
La coltivazione di Jatropha e la produzione del suo olio sembra avere alcuni parametri di vantaggio sugli altri combustibili, fossili e vegetali.
È una fonte rinnovabile che non incrementa il contenuto di anidride carbonica in atmosfera (la combustione libera in atmosfera l'anidride carbonica che era stata prelevata dalle piante dall'atmosfera).
La pianta cresce in ambienti dove le piante foraggere e nutrizionali non crescono; può quindi essere coltivata senza diminuire la coltivazione delle piante alimentari.
La coltivazione di jatropha può essere un fattore iniziale di forestazione; infatti tale uso della pianta è in estensione per proteggere le coltivazioni alimentari, e se sufficientemente estesa, ha un benefico effetto sul clima.
L'olio di jatropha può essere usato come combustibile, ad esempio per cuocere; la ricerca della legna per ardere è causa obbligata ed importante della deforestazione. In paesi in via di sviluppo a questo duro incarico sono di norma assegnati le donne ed i bambini.
I siti di possibile produzione dei semi sono moltissimi e dispersi in una ampia fascia del pianeta; fino ad oggi il ciclo si è chiuso con distribuzione e consumo locali.
Una delle maggiori esigenze che si hanno in paesi in via di sviluppo è di avere localmente una fonte di energia per poter meccanizzare, con mezzi e carburanti del luogo e quindi relativamente poco sofisticati, i lavori agricoli, sottraendosi alla fornitura di carburanti fossili della grande distribuzione.
Le tecnologie ad oggi sviluppate privilegiano naturalmente il ciclo integrato locale (produzione-consumo), anche con motori di bassa tecnologia come i motori Lister, e possono essere l'occasione, chiaramente recepita, di uno sviluppo delocalizzato nei paesi di origine, con filiera completa: Energia > calore > concime.
Ovviamente tutti questi potenziali vantaggi possono essere vanificati o stravolti.

### Notizie
- Air NZ sees biofuel salvation in jatropha, su carbonpositive.net. URL consultato il 19 febbraio 2009 (archiviato dall'url originale il 23 luglio 2009).
- Oil, toil and trouble bubbling—India's jatropha tussle, su new-ag.info.
- New "Second-Generation" Biofuel Passes Airliner Test, su avweb.com. URL consultato il 19 febbraio 2009 (archiviato dall'url originale il 7 febbraio 2009).